# Ringwall Wolfsberg
Der Ringwall Wolfsberg ist ein vorgeschichtlicher bis frühgeschichtlicher Ringwall nahe der Oberpfälzer Stadt Dietfurt an der Altmühl im Landkreis Neumarkt in der Oberpfalz von Bayern. Der Ringwall liegt etwa 2000 m südöstlich von Dietfurt auf dem Wolfsberg. Die Anlage wird als Bodendenkmal unter der Aktennummer D-3-6935-0035 im Bayernatlas als „vorgeschichtlicher Ringwall, Höhensiedlung der Urnenfelderzeit“ geführt. 

## Beschreibung

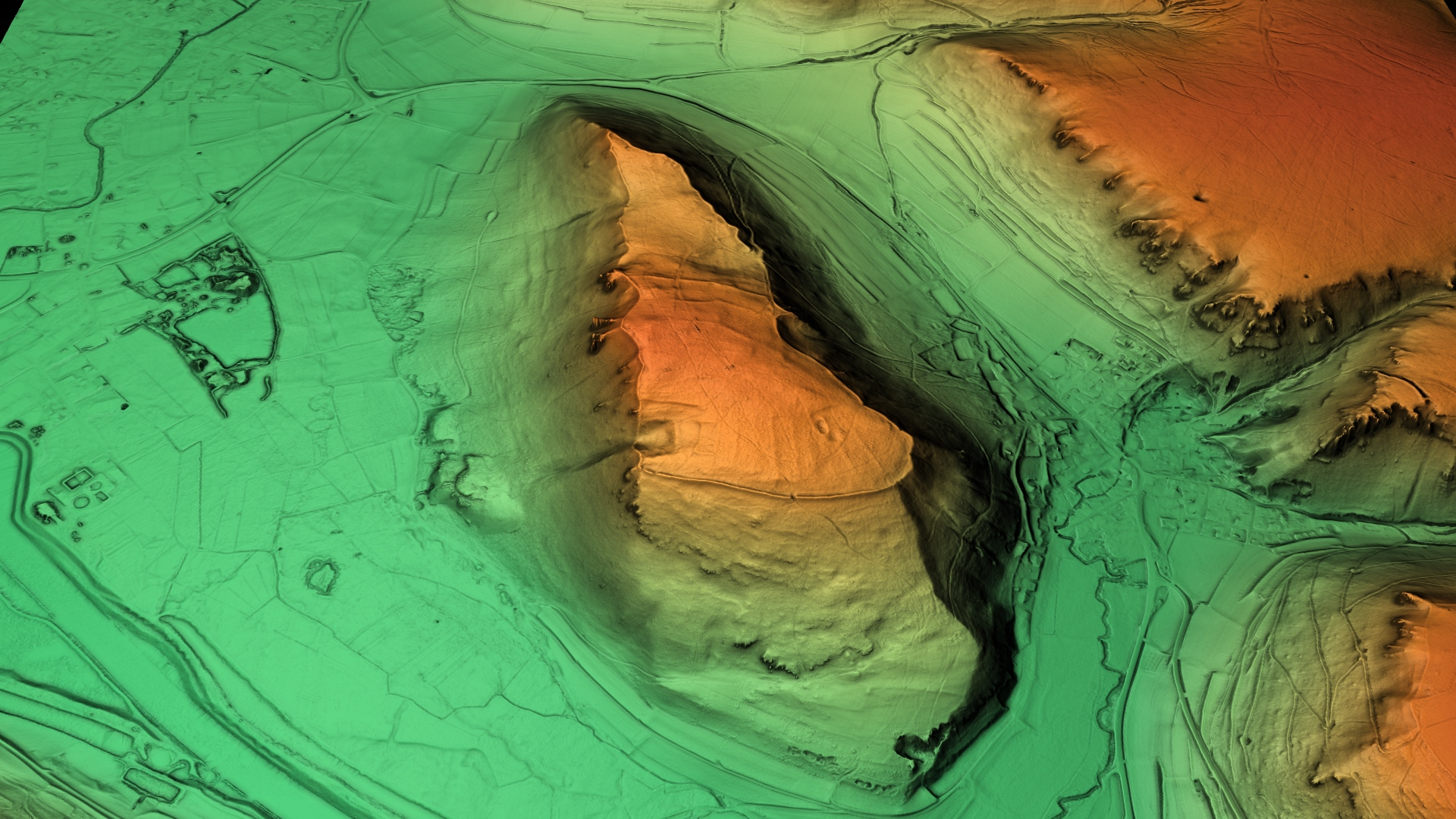
3D-Ansicht des digitalen Geländemodells

Der Wolfsberg erhebt sich in Längsrichtung von Nordnordwest nach Südsüdost als 1800 m langer und 100 m breiter Inselberg über dem Altmühltal. Die Hänge sind mit Ausnahme der Südseite ziemlich steil und an der Westseite gehen sie in senkrechte Felsen über. Das nach Norden ansteigende Bergplateau wird allseitig von einem 2500 langen Ringwall umgeben. Der umschlossene Innenbereich ist annähernd 1000 m lang und 250 m breit. Der Ringwall verläuft immer längs der Hangkante. Die Steine dazu wurden an der Wallinnenseite ergraben, wo sich eine flache Mulde erhalten hat. Auf der nicht von Felsabstürzen geschützten Südseite erreicht der Wall eine Innenhöhe von bis zu 2 m. An der Nordspitze endet der Wall in einem hohen Felsen. 400 m vor der Nordspitze teilt ein Querwall die Anlage in eine Ober- und eine Unterburg; dieser Wall ist an der Basis 4 m breit und bis zu 1,3 m hoch. Im Westen trifft er rechtwinkelig auf den Außenwall an einer Stelle, die in einen senkrechten Hang übergeht. An der Ostseite biegt er knapp vor dem Randwall ein und bildet ein Zangentor zur Oberburg. Der Ringwall besitzt drei weitere Zangentore, eines führt in der Mitte der Südseite zur Oberburg, die beiden anderen liegen auf der Ost- und der Westseite der Unterburg. Die Anlage ist mit einem Buchen- und Fichtenwald überbaut.

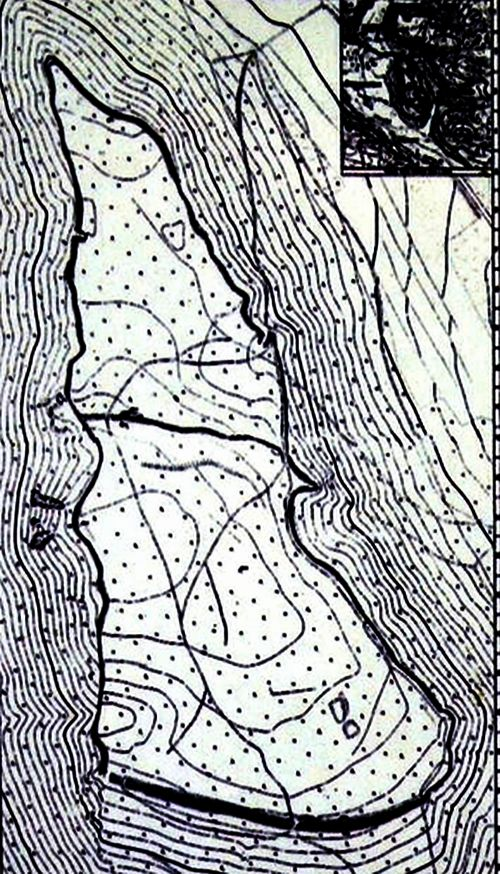
Planskizze des Ringwalls Wolfsberg in Dietfurt an der Altmühl nach Armin Stroh

## Geschichte
Vorgeschichtliche Lesefunde befinden sich im Historischen Museum Regensburg. Die Anlage wird auf die frühe Latènezeit datiert.